# Niccolò Ammaniti
Niccolò Ammaniti (n. 25 septembrie 1966, Roma, Italia) este un scriitor italian.
A câștigat Premiul Strega în 2007 pentru Come Dio comanda.